# Георг Ебрехт
Георг Крістоф Генріх Ебрехт (нім. George Christoph Heinrich Ebrecht; 24 липня 1895, Гамбург — 21 грудня 1977, Ліндау) — один із вищих офіцерів СС, групенфюрер СС та генерал-лейтенант поліції (9 листопада 1943).

## Біографія
В 1912/14 роках відвідував Академію мистецтв. Учасник Першої світової війни, служив в авіаційних ремонтних частинах, в артилерії та в 112-й піхотній дивізії. Після війни вступив у фрайкор, командир частини. В 1924/26 роках подорожував Японією, Індією, Африкою. У 1926/31 роках жив у Східній Африці, плантатор, досконало володів англійською та суахілі. У 1931 році, повернувшись до Німеччини, вступив у НСДАП (квиток №597 464). В 1931/32 роках обіймав керівні посади в СА. У квітні 1935 року вступив в СС (квиток №268 000) у чині штурмбанфюрера. З червня по грудень 1935 року та з квітня 1937 по липень 1938 року — начальник штабу Головного управління раси і поселення; найближчий співробітник Герберта Бакке. З 13 січня 1937 року — командир 33-го штандарту СС «Рейн-Гессен» у Майнці. З 1 січня 1939 року — командир 18-го абшніту СС (Галле). 26 жовтня 1939 року призначений командиром місцевої самооборони у Західній Пруссії. З 1 травня 1940 року — командир 26-го абшніту СС у Данцизі. З 21 червня 1941 по грудень 1944 року виконував обов'язки вищого керівника СС і поліції та командира оберабшніту СС «Північ-Схід» зі штаб-квартирою в Кенігсберзі (Ганс-Адольф Прюцманн, який офіційно обіймав цю посаду, керував тим часом частинами СС в Росії). Одночасно з грудня 1941 року був командиром полків СС у Данцигу та Сопоті. Після закінчення війни працював у державних установах ФРН.

## Нагороди
- Залізний хрест 2-го класу
- Почесний хрест ветерана війни з мечами